# Aïdemir
Aïdemir (en bulgare : Айдемир, translittération internationale Ajdemir) est une localité du nord-est de la Bulgarie dans la municipalité  et l'oblast de Silistra. Elle se trouve près de la rive sud du Danube, qui marque à cet endroit la frontière entre Bulgarie et Roumanie.
Ajdemir est divisé en trois parties : le centre, le quartier de Delenkite et le quartier de Tatarica (prononcer Tataritsa).

## Démographie
La population d'Ajdemir était de 7815 habitants en 2005.

## Tataritsa
La localité de Tatarica fut fondée en 1674 par des Cosaques de Nekrasov vieux croyants sur un site occupé antériorement par des Tatars. Ils y construisirent une église en 1750.
Les membres de la communauté lipovène de Tatarica vivent principalement de la pêche dans le Danube.
La paroisse orthodoxe vieille-croyante de Tatarica dépend de l'éparchie de Slava de l'Église orthodoxe vieille-ritualiste lipovène.